# Онугуу-Прогресс
Онугуу-Прогресс (с кирг. Өнүгүү-Прогресс — Развитие-Прогресс) — киргизская политическая партия. Лидер партии — Бакыт Торобаев.

## История
«Онугуу-Прогресс» была основана политиком Бакытом Торобаевым в 2012 году после того, как он покинул «Республику». Партия в основном получает поддержку из южного Кыргызстана, где проживает значительное узбекское население.
В декабре 2013 года в состав «Онугуу-Прогресс» вошла партия «Улуттар Биримдиги».

## Идеология и взгляды
По месту в идейно-политическом спектре, «Онугуу-Прогресс» — центристская партия. Партия выступает за частную собственность, рыночную экономику и развитие политической, партийной и экономической конкуренции.
Основная базовая идеология партии — неоконсерватизм. Партийная элита партии «Онугуу-Прогресс» ставит во главу угла неприятие революционных методов решения политических проблем, поддержку стабильности сложившихся общественных и экономических правил игры, приверженность патриотическим ценностям, признание роли традиционных конфессий в общественной жизни граждан Кыргызстана, поддержку семейных ценностей, стремление к сохранению и передаче традиций. В тот же момент, национальные традиции не должны становится препятствием для развития инноваций в социальной и экономической жизни общества.
Партия «Онугуу-Прогресс» считает приоритетным вопросом сохранение традиционной общественной морали и уделяет особое внимание таким базовым функциям государства, как оборона, безопасность и правопорядок.
Политическая партия «Онугуу Прогресс» признаёт необходимость вмешательства государственной власти в управление обществом и экономикой, однако это вмешательство должно носить ограниченный и регулятивный характер.
Во внешней политике партия придерживается приоритета в укреплении и развитии традиционных внешнеполитических связей.

## Участие в выборах

### Парламентские выборы
| Выборы | Кол-во голосов | %    | Мест      | +/-   |
| ------ | -------------- | ---- | --------- | ----- |
| 2015   | 148 279        | 9,12 | 13 из 120 | Новая |

### Президентские выборы
6 октября 2017 года лидер партии Бакыт Торобаев как кандидат на президентских выборах этого года объявил о своём отказе в участии в предвыборной гонке.